# Group Sex
Az 1980-as Group Sex a Circle Jerks debütáló nagylemeze. Amellett, hogy az együttes legjobb albumának tartják, mérföldkőnek számít a hardcore punk történetében. Szerepel az 1001 lemez, amit hallanod kell, mielőtt meghalsz könyvben.
A Wasted és Don't Care dalokat Morris még a Black Flag-gel írta, csakúgy, mint a Red Tape-et, erről azonban stúdiófelvétel nem készült. Amikor Morris felvette a Don't Care-t a Circle Jerks-szel (anélkül, hogy feltüntette volna Greg Ginn-t, mint dalszerzőt), a Black Flag átírta a szöveget, és kiadta a You Bet We've Got Something Personal Against You dalt.

## Az album dalai
|     | Cím                    | Szerző(k)                        | Hossz |
| --- | ---------------------- | -------------------------------- | ----- |
| 1.  | Deny Everything        | Keith Morris, Roger Rogerson     | 0:28  |
| 2.  | I Just Want Some Skank | Circle Jerks                     | 1:10  |
| 3.  | Beverly Hills          | Morris, Rogerson                 | 1:06  |
| 4.  | Operation              | Lucky Lehrer, Rogerson           | 1:30  |
| 5.  | Back Against the Wall  | Circle Jerks                     | 1:35  |
| 6.  | Wasted                 | Greg Ginn, Morris                | 0:43  |
| 7.  | Behind the Door        | Circle Jerks                     | 1:26  |
| 8.  | World Up My Ass        | Rogerson, Morris                 | 1:17  |
| 9.  | Paid Vacation          | Circle Jerks                     | 1:29  |
| 10. | Don't Care             | Ginn, Morris, Brian Migdol       | 0:36  |
| 11. | Live Fast, Die Young   | Morris, Greg Hetson              | 1:33  |
| 12. | What's Your Problem?   | Morris, Rogerson                 | 0:57  |
| 13. | Group Sex              | Jeffrey Lee Pierce, Circle Jerks | 1:04  |
| 14. | Red Tape               | Morris, Hetson                   | 0:57  |

## Közreműködők
- Keith Morris – ének
- Greg Hetson – gitár
- Roger Rogerson – basszusgitár
- Lucky Lehrer – dob

### Produkció
- Cary Markoff – producer
- Cliff Zellman – hangmérnök
- Mackie Osborne – művészi munka
- Diane Zincavage – borítóterv, borító

## Fordítás
Ez a szócikk részben vagy egészben a Group Sex című angol Wikipédia-szócikk ezen változatának fordításán alapul.  Az eredeti cikk szerkesztőit annak laptörténete sorolja fel. Ez a jelzés csupán a megfogalmazás eredetét és a szerzői jogokat jelzi, nem szolgál a cikkben szereplő információk forrásmegjelöléseként.